# Volvarina capensis
Volvarina capensis, tên tiếng Anh: Cape marginella, là một loài ốc biển, là động vật thân mềm chân bụng sống ở biển trong họ Marginellidae, họ ốc mép.

## Miêu tả
Theo cơ sở dữ liệu Encyclopedia of Life, Volvarina capensis là loài động vật có sinh sản hữu tính. EOL ghi nhận dữ liệu về một số thuộc tính của loài này, bao gồm:
- Cơ thể đối xứng cuộn
- Là loài tế bào đa bào
- Phân bố địa lý ở khu vực Đại Tây Dương
- Là loài sinh vật đáy biển
- Vận động qua trung gian dịch nhầy
- Có bộ xương khoáng hóa chứa canxi cacbonat
- Sinh sản hữu tính
- Là loài săn mồi theo bầy
- Sống ở khu vực nước có độ sâu 25 m

## Phân bố
Có nguồn gốc từ Vùng đặc quyền kinh tế Nam Phi.